# Дагица (комуна)
Дагица (рум. Dagâța) — комуна у повіті Ясси в Румунії. До складу комуни входять такі села (дані про населення за 2002 рік):
- Белушешть (237 осіб)
- Боатка (302 особи)
- Буздуг (104 особи)
- Дагица (1639 осіб)
- Зече-Прежинь (520 осіб)
- Менестіря (1118 осіб)
- Поєніле (260 осіб)
- Піску-Русулуй (478 осіб)
- Тарніца (151 особа)

Комуна розташована на відстані 288 км на північ від Бухареста, 40 км на південний захід від Ясс.

## Населення
За даними перепису населення 2002 року у комуні проживали 4809 осіб.
Національний склад населення комуни:
| Національність | Кількість осіб | Відсоток |
| -------------- | -------------- | -------- |
| румуни         | 4317           | 89,8%    |
| цигани         | 492            | 10,2%    |

Рідною мовою назвали:
| Мова      | Кількість осіб | Відсоток |
| --------- | -------------- | -------- |
| румунська | 4318           | 89,8%    |
| циганська | 491            | 10,2%    |

Склад населення комуни за віросповіданням:
| Релігія            | Кількість осіб | Відсоток |
| ------------------ | -------------- | -------- |
| православні        | 4755           | 98,9%    |
| римо-католики      | 24             | 0,5%     |
| старообрядці       | 11             | 0,2%     |
| баптисти           | 9              | 0,2%     |
| адвентисти         | 9              | 0,2%     |
| не вказали релігію | 1              | < 0,1%   |